# Kei'ichirō Koyama
Kei'ichirō Koyama (小山 慶一郎 Koyama Kei'ichirō?,  Sagamihara, Prefectura de Kanagawa, 1 de mayo de 1984) es un idol, cantante y actor japonés, conocido por ser miembro y líder del grupo masculino NEWS.

## Biografía
Koyama nació el 1 de mayo de 1984 en la ciudad de Sagamihara, Kanagawa, como el menor de dos hermanos. Se unió a la agencia de talentos Johnny & Associates el 21 de enero de 2001, cuando contaba con dieciséis años de edad. Poco después de ingresar a Johnny & Associates, Koyama formó parte de una unidad llamada B.A.D. (Beautiful American Dream) como miembro junior, pero posteriormente fue colocado en B.B.D. 
También fue miembro de los grupos Bad y J-Support, el cual más tarde fue rebautizado como K.K.Kity con Koyama como líder. Formó parte de dicho grupo junto con sus futuros compañeros de NEWS, Hironori Kusano y Shigeaki Katō. Al ser el líder de K.K.Kity, Koyama a menudo también actuaba como locutor y comenzó a ejercer el rol de presentador en varios programas, incluyendo el de Ya-Ya-yah y más adelante el de su propia banda. En septiembre de 2003, fue seleccionado como unos de los miembros del nuevo grupo NEWS, el cual debutó con el sencillo NEWS Nippon.
En abril de 2003, Koyama ingresó a la facultad de letras de la Universidad de Meiji. Se graduó de la universidad en marzo de 2007 con honores, con una licenciatura en historia, geografía e historia oriental. En abril de 2005, comenzó a actuar como presentador del programa de radio, K-chan News. Desde abril de 2006 hasta marzo de 2011, Koyama fue anfitrión del popular programa de variedades The Shōnen Club junto a Yūichi Nakamaru, miembro de KAT-TUN. En marzo de 2010, comenzó a aparecer de forma regular en el programa diario de noticias de NTV, News Every. También participa ocasionalmente en series de dramas y fue actor invitado en Kurosagi, serie protagonizada por Tomohisa Yamashita, su excompañero de banda.

## Vida personal

### Escándalo y suspensión
El 7 de junio de 2018, Koyama fue suspendido de sus actividades artísticas luego de que la revista sensacionalista Shukan Bunshun publicara que Koyama, junto a Shigeaki Katō, obligó a beber alcohol a una joven de diecinueve años durante una fiesta organizada por él mismo. Al día siguiente, Koyama se disculpó públicamente durante la transmisión del programa de noticias News Every y explicó que la joven en cuestión le había dicho que tenía veinte años, la edad legal para beber en Japón. También comentó que, independientemente de las circunstancias, lamentaba profundamente permitir que el incidente haya tenido lugar. Tras su disculpa Koyama fue suspendido temporalmente por su agencia, mientras que Katō obligado a realizar una declaración escrita de arrepentimiento.
El 26 de junio de 2018, Johnny & Associates anunció en su sitio web que Koyama reanudaría sus actividades a partir del día 27 del mismo mes, aunque por el momento no aparecería en News Every.

### Matrimonio
El 13 de marzo de 2024, anunció su matrimonio con Misako Uno, de AAA.

## Filmografía

### Televisión
- Kanojo ga Shinjyatta (2004)
- Unlucky Deizu: Natsume no Bōsō  (2004)
- Kurosagi (2006), episodio 2
- Ns' Aoi' (2006)
- Hana Yome wa Yakudoshi (2006)
- Yūkan Club (2007), episodio 6
- Loss:Time:Life (2008), episodio 2
- Guests of Room 0 (2010), quinta historia
- Lucky Seven (2012)
- Juyo Sankounin Tantei (2017)

### Teatro
- High School Musical (2007) como Troy Bolton
- Loss:Time:Life (2008)
- Call (2009)
- Room 0 (2010) como Shigeto Oyama
- Hello, Goodbye (2012) como Kumagai Ango

### Shows de variedades
- Ya-Ya-yah (TV Tokyo, 2003–2007)
- Hi! Hey! Say (TV Tokyo, 2007–2009)
- The Shōnen Club (NHK, 2006–2011), coanfitrión con Yūichi Nakamaru
- Ashita Tsukaeru Shinrigaku! Teppan Note (2008)
- Soukon (co-hosts with NEWS) (NTV, 2009–2010)
- News Every (NTV, 2010-2018)
- Mirai Theater (NTV, 2012-2015), coanfitrión con Shigeaki Katō
- Karaoke 18ban (NTV, 2015)
- Chikarauta (NTV, 2015-2017)
- Hen Lab (NTV, 2015-2016), coanfitrión con NEWS
- NEWS na Futari (TBS, 2015-2021), coanfitrión con Shigeaki Katō
- Shounen Club Premium (NHK, 2016-2019), coanfitrión con NEWS